# مالکوم لودویگسن
 مالکوم لودویگسن (انگلیسی: Malcolm Ludvigsen؛ زاده ۱۴ فوریه ۱۹۴۶) یک ریاضی‌دان، و فیزیک‌دان اهل بریتانیا است.